# Pesthidegkút-Ófalu
Pesthidegkút-Ófalu ([ˈpɛʃthidɛgkuːt ˈoːfɒlu]) est un quartier de Budapest situé dans le 2e arrondissement, à la frontière avec Solymár. 